# Michael Behe
Michael J. Behe (Altoona, 18 gennaio 1952) è un biochimico statunitense, sostenitore del movimento antievoluzionista Disegno intelligente (Intelligent Design, o "ID").
Professore di biochimica alla Lehigh University in Pennsylvania, cattolico e membro anziano del Center for Science and Culture del Discovery Institute (una istituzione per la promozione del creazionismo), sostiene l'idea che alcune strutture biologiche siano troppo complesse a livello biochimico per essere spiegate adeguatamente come risultato di meccanismi di evoluzione: ha definito questo concetto come "complessità irriducibile" (irreducible complexity).
Le sue affermazioni sulla complessità irriducibile di strutture cellulari fondamentali sono contestate dalla comunità scientifica; il Dipartimento di Scienze Biologiche della Lehigh University ha reso pubblica la propria posizione ufficiale sull'argomento, affermando che «È nostra posizione collettiva che il Disegno intelligente non abbia basi nella scienza, che non sia stato verificato sperimentalmente e che non debba essere ritenuto scientifico»; le sue affermazioni sul Disegno intelligente sono state definite pseudoscienza.
La testimonianza di Behe nel processo Kitzmiller contro la Dover Area School District è stata ampiamente citata dal giudice nella sentenza con la quale afferma che il Disegno intelligente non è scienza ma di natura fondamentalmente religiosa.

## Vita privata e carriera accademica
Behe è cresciuto ad Harrisburg (Pennsylvania), dove ha frequentato la scuola parrocchiale St. Margaret Mary's e poi la scuola superiore Bishop McDevitt. Si è poi laureato nel 1974 alla Drexel University in chimica; nel 1978 ha ricevuto il dottorato di ricerca in biochimica alla University of Pennsylvania con una dissertazione sull'anemia falciforme. Tra il 1978 e il 1982 ha svolto le sue ricerche post-dottorato sulla struttura del DNA al National Institutes of Health; dal 1982 al 1985 è stato professore associato di chimica al Queens College di New York, dove ha incontrato sua moglie Celeste, con cui ha avuto nove figli. Nel 1985 si è trasferito alla Lehigh University, dove è professore di biochimica. A causa delle sue idee sull'evoluzione, l'università ha apposto un avviso sul proprio sito:
(Lehigh University; Department of Biological Sciences News)

## Complessità irriducibile

### Adesione al Disegno intelligente
Behe era pienamente sostenitore della teoria scientifica dell'evoluzione, ma, dopo aver letto Evolution: A Theory In Crisis ("Evoluzione: una teoria in crisi", pubblicato nel 1985), giunse a metterla in discussione. In seguito Behe giunse alla convinzione dell'esistenza di prove a livello biochimico dell'esistenza di sistemi a "complessità irriducibile": questi sarebbero sistemi che egli ritiene che non possano essere evoluti, neanche in linea di principio, per selezione naturale, e pertanto che debbano essere stati creati da un "progettista intelligente", che egli considera l'unica possibile spiegazione per tali strutture complesse.
Nel 1987 vi fu la sentenza della Corte Suprema degli Stati Uniti riguardo al caso Edwards v. Aguillard: sebbene la Corte rigettasse la richiesta di insegnare il Creazionismo scientifico nelle scuole pubbliche, permise la teoria se formulata sulla base di avanzamenti scientifici di tutte le forme di vita; in questo momento molti vecchi e nuovi critici dell'evoluzionismo ritennero giunto il momento per nuove strategie e un nuovo linguaggio. I libri dell'avvocato Phillip E. Johnson sul disegno intelligente fornirono tale modello, limitandosi a critiche della teoria dell'evoluzione e del supposto "materialismo" della scienza, non facendo affermazioni riguardo al "creazionismo della Terra giovane". Sorsero nuove organizzazioni dedicate allo studio del nascente Disegno intelligente, e tra queste il Discovery Institute. Nel 1996 Behe divenne membro anziano del Center for the Renewal of Science and Culture ("Centro per il rinnovamento della scienza e della cultura") del Discovery Institute, poi divenuto Center for Science and Culture ("Centro per la scienza e la cultura"), l'appena formata istituzione per la promozione del Disegno intelligente.
A differenza di William Dembski e di altri del movimento del Disegno intelligente, Behe accetta la discendenza comune delle specie, compreso il fatto che gli esseri umani discendono da altri primati, sebbene affermi che la discendenza comune non spiega di per sé le differenze tra specie; Behe accetta anche la posizione della comunità scientifica su questioni quali l'età della Terra e l'età dell'Universo.

### La scatola nera di Darwine relative critiche
Nel 1996 Behe pubblicò le proprie idee sulla complessità irriducibile nel libro intitolato Darwin's Black Box ("La scatola nera di Darwin"), molto popolare presso i lettori ma rigettato dalla comunità scientifica; gli scienziati sostengono che i commenti e gli esempi di Behe sono basati su di una forma raffinata di argumentum ad ignorantiam (una cosa è falsa perché il soggetto non può crederla vera o dimostrarne la verità), piuttosto che su di una dimostrazione dell'effettiva impossibilità di una spiegazione per mezzo di un processo di evoluzione. Inoltre Behe viene accusato di aver scritto il libro per il grande pubblico di proposito, per guadagnare il massimo della pubblicità evitando la revisione paritaria dei suoi colleghi o di effettuare delle ricerche per sostenere le sue conclusioni.
Cionondimeno, gli argomenti e le credenziali di Behe (un biochimico con pubblicazioni) diedero al movimento del Disegno intelligente il suo primo e più importante sostenitore tra gli specialisti del settore. Il rifiuto di Behe di dettagliare la natura di un qualunque progettista intelligente da lui proposto indispettisce gli scienziati come il biologo evoluzionista Richard Dawkins, che vedono in questa una mossa per evitare ogni possibilità di prova delle affermazioni dell'ID permettendo allo stesso tempo a Behe e al movimento del Disegno intelligente di distaccarsi da alcuni dei critici dell'evoluzione apertamente motivati da argomenti religiosi. In una intervista del 1996, Richard Dawkins disse di Behe:
(Richard Dawkins, "Richard Dawkins on Evolution and Religion")

### Controversia su "Behe & Snoke (2004)"
Nel 2004 Behe e David Snoke hanno pubblicato un articolo nel giornale scientifico a revisione paritaria Protein Science, in cui calcola la probabilità delle mutazioni richieste affinché si abbia l'evoluzione, ma nel quale non fa menzione del Disegno intelligente né della complessità irriducibile, in quanto i revisori avrebbero chiesto la rimozione delle relative citazioni. Cionondimeno, il Discovery Institute elenca questa pubblicazione tra quelle in sostegno della teoria del Disegno intelligente che hanno passato la revisione paritaria.
L'articolo ha originato una risposta del genetista Michael Lynch, alla quale Behe e Snoke hanno controbattuto. Protein Science ha pubblicato un editoriale in cui queste pubblicazioni sono state discusse.
Ancora una volta gli scienziati sono stati altamente critici verso le affermazioni contenute in questa ricerca, sottolineando come non solo è stato mostrato che strutture supposte a complessità irriducibile possano evolvere, ma anche che possono farlo in tempi ragionevoli anche se sottoposte a restrizioni estremamente dure. È stata anche sollevata l'obiezione che non si tratti di una pubblicazione con prove a favore del Disegno intelligente, in quanto non è stata fornita alcuna teoria del Disegno intelligente né è stato fatto alcun tentativo di formulare un modello del processo di progettazione, fallendo inoltre nello scopo di fornire una alternativa all'evoluzione.
Molte delle sfide di Behe all'evoluzione sono state affrontate dal biologo Kenneth Miller nel suo libro, Finding Darwin's God ("Alla ricerca del dio di Darwin"); Behe ha in seguito risposto alle puntualizzazioni di Miller in un saggio.

### The Edge of Evolution
Nel 2007, Behe ha pubblicato The Edge of Evolution in cui sostene che, mentre l'evoluzione può produrre cambiamenti all'interno delle specie, vi sarebbe un limite alla capacità dell'evoluzione di generare diversità, e questo limite (il "margine di evoluzione ") sarebbe posizionabile tra specie e ordini.
L'affermazione centrale di Behe è che l'evoluzione darwiniana esiste realmente, ma svolgerebbe solo un ruolo limitato nello sviluppo e la diversificazione della vita sulla Terra. A tal fine, egli esamina i cambiamenti genetici subite dal genoma del plasmodio della malaria e dal genoma umano, in risposta alle reciproche difese biologiche, e afferma che "la situazione è più simile ad una guerra di trincea che ad una corsa agli armamenti" in relazione agli attacchi alla emoglobina. Partendo da questo esempio, prova a stimare il numero di mutazioni necessarie a suo giudizio per migrare da uno stato genetico all'altro e le dimensioni della popolazione coinvolte per l'organismo in questione. Su questi numeri poi Behe calcola quello che lui chiama il "limite dell'evoluzione", ossia il punto oltre il quale l'evoluzione darwiniana non sarebbe più un agente efficace del cambiamento biologico creativo, arrivando così a sostenere che il disegno intelligente svolgerebbe un ruolo importante nello sviluppo della complessità biologica, attraverso il meccanismo di produzione di "mutazioni non casuali", che sarebbe poi sottoposto al modellamento ad opera della selezione naturale.
Il libro è stato criticato da scienziati di primo piano nel The New York Times, The New Republic, The Globe and Mail, Science, and Nature che sono stati fortemente critici dello scritto rilevando che Behe sembri accettare la quasi totalità della teoria evoluzionista, salvo la mutazione casuale, che viene sostituita con mutazioni guidate ad opera di un progettista senza nome.

## Testimonianza al processo Dover
(Trascrizione del processo Kitzmiller contro Dover Area School District, giorno 12 (19 ottobre), sessione della mattina, parte 1)
Il processo Kitzmiller v. Dover Area School District è stato la prima verifica della possibilità di rendere obbligatorio l'insegnamento del disegno intelligente negli Stati Uniti d'America, in particolare riguardo alla sua compatibilità con Primo Emendamento alla Costituzione degli Stati Uniti, che sia stata effettuata da una Corte federale degli Stati Uniti. In questa occasione, Behe fu il testimone principale della difesa, sul quale si basava la linea difensiva che il disegno intelligente è scientifico.
I critici di Behe fecero presenti un certo numero di affermazioni che, secondo loro, minavano le sue posizioni sulla complessità irriducibile e sul disegno intelligente. Durante un contro-interrogatorio, Behe ammise che «non ci sono articoli a revisione paritaria che propongano il Disegno intelligente che siano sostenuti da esperimenti o calcoli pertinenti e che forniscano ricostruzioni rigorose e dettagliate di come la progettazione intelligente di un qualunque sistema biologico sia mai avvenuta». Durante questa testimonianza Behe ammise che la definizione di "teoria" da lui applicata al disegno intelligente era così vaga che avrebbe permesso di definire l'astrologia una teoria. Sempre sotto giuramento Behe ammise che la simulazione del modello dell'evoluzione preparato con Snoke aveva mostrato come sistemi biochimici complessi, che richiedessero la presenza di molte parti interagenti per funzionare e che richiedessero diverse mutazioni consecutive per poter fissarsi in una popolazione, potessero evolversi entro il limite di 20.000 anni, anche se i parametri della simulazione venivano modificati per rendere il risultato il meno probabile possibile.
Nella sentenza il giudice fece ampio uso della testimonianza di Behe, affermando:
- «Si consideri, per esempio, che il professor Behe afferma chiaramente e significativamente che la plausibilità dell'argomento a favore dell'ID dipende da quanto si creda nell'esistenza di Dio» [...] «Poiché nessuna prova agli atti indica un'altra proposizione scientifica la cui validità si basi sulla credenza in Dio, né la Corte è a conoscenza di una tale proposizione scientifica, l'affermazione del professor Behe costituisce una prova sostanziale che dal suo punto di vista, in accordo con altri preminenti esponenti dell'ID, l'ID è una proposizione religiosa e non scientifica»[3]
- «Primo, l'esperto della difesa, il professor Fuller, ha convenuto che l'ID aspira a "cambiare le regole del gioco" della scienza e il principale esperto della difesa professor Behe ha ammesso che la sua definizione allargata di scienza, che include l'ID, includerebbe anche l'astrologia. Inoltre, l'esperto della difesa professor Minnich ha riconosciuto che, affinché l'ID venga riconosciuto come scienza, le regole del gioco della scienza dovrebbero essere allentate per permettere di prendere in considerazione forze soprannaturali»[4]

## Opere
- Michael Behe, Darwin's Black Box, Free Press, 1996, ISBN 0-684-83493-6. Traduzione italiana: La scatola nera di Darwin. La sfida biochimica all'evoluzione, Caltanissetta, Alfa & Omega Editore, 2007. ISBN 978-88-88747-70-5
- Michael Behe, The Edge of Evolution, Free Press, 2007, ISBN 0-7432-9620-6.
- Michael Behe. "Science and Evidence for Design in the Universe". Proceedings of the Wethersfield Institute, 1999. ISBN 0-89870-809-5